# Connarus turczaninowii
Connarus turczaninowii là một loài thực vật có hoa trong họ Connaraceae. Loài này được Triana & Planch. mô tả khoa học đầu tiên năm 1872.